# Bemba (M.40) jezici
Bemba (M.40) jezici, malena podskupina nigersko-kongoanskih jezika iz Zambije i Demokratske Republike Kongo koja čini dio šire skupine centralnih bantu jezika zone M. Obuhvaća (3) jezika, to su: 
- aushi ili avaushi [auh] 95.200 (2000) u Zambiji i nepoznat broj u DR Kongu u provinciji Haut Katanga;
- bemba ili chibemba [bem] 3.300.000 u Zambiji i 300.000 u DR Kongo (2000);
- taabwa ili ichitaabwa [tap] (Demokratska Republika Kongo; 250.000; 1972 Barrett) i 132.000 u Zambiji (2006).

## Vanjske poveznice
- Ethnologue (14th)
- Ethnologue (15th)